# Nodozana jucunda
Nodozana jucunda är en fjärilsart som beskrevs av Jones 1914. Nodozana jucunda ingår i släktet Nodozana och familjen björnspinnare. Inga underarter finns listade i Catalogue of Life.